# Dubai Pearl
Dubai Pearl es un rascacielos de 1.858.000 m² de uso mixto en Dubái, Emiratos Árabes Unidos, que se encuentra actualmente con la construcción parada. Se compone de cuatro torres de uso mixto conectados entre sí en la base y por un puente cielo en la parte superior. Las cuatro torres será de 300 m y tendrá 73 pisos cada uno. Si la construcción se reanuda este año, se espera que finalice en 2019. El diseño estructural fue llevada a cabo por la firma de ingeniería eConstruct con sede en Dubái. La construcción se inició en 2009, y el proyecto tendrá un costo de 4.000 millones US$. Una vez completado Dubai Pearl, tendrá en cuenta 9,000 habitantes y su sector comercial dará empleo a 12.000 personas. Además tendrá unas 4,218 habitaciones.